# 阿迪蒂亚帕特纳
阿迪蒂亚帕特纳（Adityapatna），是印度卡纳塔克邦Tumkur县的一个城镇。总人口4236（2001年）。

## 人口
该地2001年总人口4236人，其中男性2179人，女性2057人；0—6岁人口291人，其中男139人，女152人；识字率82.48%，其中男性为86.78%，女性为77.93%。